# Косяченко Ганна Яківна
Ганна Яківна Косяченко (9 жовтня 1937, село Капустинці, тепер Яготинського району Київської області — 14 липня 2014, село Черняхівка Яготинського району Київської області) — українська радянська діячка, ланкова колгоспу «Заповіт Леніна» Яготинського району Київської області, Герой Соціалістичної Праці (24.12.1976). Депутат Верховної Ради УРСР 9—11-го скликань.

## Біографія
Народилася в селянській родині. Освіта середня.
У 1957—1958 роках — обліковець молочнотоварної ферми колгоспу «Дружба» села Капустинці Шрамківського (потім — Яготинського) району Київської області. У 1958—1964 роках — колгоспниця колгоспу «Заповіт Леніна» села Черняхівки Яготинського району Київської області.
З 1964 року — ланкова механізованої ланки колгоспу «Заповіт Леніна» села Черняхівки Яготинського району Київської області. Ланка, яку очолювала Косяченко, вирощувала високі сталі врожаї цукрових буряків (наприклад, в 1979 році зібрала по 502 ц. з кожного із 148 га).
Член КПРС з 1973 року.
Потім — на пенсії в селі Черняхівка Яготинського району Київської області.

## Нагороди
- Герой Соціалістичної Праці (24.12.1976)
- два ордени Леніна (8.12.1973, 24.12.1976)
- орден Трудового Червоного Прапора (15.12.1972)
- медаль «За трудову доблесть» (8.04.1971)
- медалі